# 충남다사랑학교
충남다사랑학교는 충청남도 아산시에 있는 학업중단 위기에 처한 학생을 위한 고등학교 과정의 공립 기숙형 각종학교이다.

## 연혁
- 2019년 9월 1일 : 이전한 옛 염작초등학교 부지에 충남다사랑학교 개교
- 2019년 9월 1일 : 초대 한길자 교장 취임
- 2023년 9월 1일 : 제2대 전은주 교장 취임